# Stella Adler Studio of Acting
Lo Stella Adler Studio of Acting (precedentemente denominata Stella Adler Conservatory) è una scuola di recitazione statunitense fondata dall'attrice e insegnante Stella Adler.
Lo Stella Adler Conservatory ha due sedi: il suo conservatorio originale di New York City, fondato nel 1949, e l'Art of Acting Studio di Los Angeles. Lo Stella Adler Studio of Acting di New York non è affiliato alla Stella Adler Academy & Theatre, che Adler ha fondato a Los Angeles nel 1985. Lo Stella Adler Studio e la Juilliard School vantano i più bassi tassi di accettazione del programma nel mondo della recitazione professionale: lo studio accetta solo sedici studenti a semestre. 

## Storia
In concomitanza con il suo lavoro come attrice e regista, Stella Adler iniziò a insegnare nei primi anni 1940 all'Erwin Piscator Workshop presso la New School for Social Research di New York. Lasciò la facoltà nel 1949 per fondare il proprio studio a New York nello stesso anno.
Mettendo insieme tutte le conoscenze apprese dal teatro yiddish, dal Group Theatre, da Broadway, da Hollywood e da Constantin Stanislavskij, Stella creò lo Stella Adler Theatre Studio, in seguito ribattezzato Stella Adler Conservatory of Acting e più recentemente Stella Adler Studio of Acting, dove insegnò recitazione per molti decenni, e nel 1985 aprì la Stella Adler Academy and Theatre a Los Angeles.
Lo studio offriva corsi di recitazione, voce e parola, Shakespeare, movimento e trucco, nonché workshop sull'analisi del gioco, sul personaggio, sulla preparazione delle scene e sugli stili di recitazione. Tra i suoi primi studenti c'erano Marlon Brando, Robert De Niro, Warren Beatty, Elaine Stritch, Mario Van Peebles, Harvey Keitel e Candice Bergen.

### New York
Lo Stella Adler Studio of Acting, a New York City, è stato fondato nel 1949 da Adler. Nel 1969, divenne la prima scuola di formazione professionale ad affiliarsi alla Tisch School of the Arts della New York University. Lo studio è diventato un'organizzazione no-profit nel 2000. 

### Los Angeles
La lunga storia di Adler con Hollywood esprime degli stretti e forti legami con l'area di Los Angeles. Ha insegnato per molti anni in varie località di Los Angeles per aprire le porte al Conservatorio di recitazione Stella Adler all'angolo tra Hollywood Boulevard e Argyle Avenue. Alcune delle persone più importanti che hanno studiato al conservatorio di Hollywood includono Nick Nolte, Salma Hayek, Eric Stoltz, Deidre Hall, Sean Astin, John Ritter, Herschel Savage, Cybill Shepherd, Michael Richards, Benicio del Toro e Mark Ruffalo.
Le protette di Stella Adler, Joanne Linville e Irene Gilbert la convinsero ad aprire l'accademia nel 1985 a Los Angeles.  Gilbert e Linville sono le cofondatrici della scuola. Gilbert è stata la direttrice della scuola per 20 anni.